# アドリアン・ディアコヌ
アドリアン・ディアコヌ（Adrian Diaconu、1978年6月9日 - ）は、ルーマニア出身、カナダ在住のプロボクサー。元WBC世界ライトヘビー級王者。

## 来歴
2000年、ルーマニア代表としてシドニーオリンピックのボクシングミドル級に出場し、ベスト8。アマチュア戦績は245戦218勝27敗。
2001年3月2日、カナダでプロデビュー。
2005年6月3日、カナダライトヘビー級王座決定戦でコナル・マクフィーと対戦し、5回TKO勝ちで王座を獲得した。9月16日にはリターンマッチで初防衛に成功した。
2005年12月2日、WBCインターナショナルライトヘビー級王座決定戦でダーリン・ハンフェリー（アメリカ）と対戦し、11回TKO勝ちで王座を獲得した。
2006年3月24日、NABA北米ライトヘビー級王座決定戦でマックス・ヘイマン（アメリカ）と対戦し、4回KO勝ちで王座を獲得した。
2007年5月9日、リコ・ホイエ（アメリカ）と対戦し、3回TKO勝ちで2度目の防衛に成功するとともに、WBC世界ライトヘビー級王座挑戦権を獲得した。同年9月29日に王者チャド・ドーソンに挑戦予定だったが、負傷により試合を辞退した。
2008年4月19日、ブカレストで行われたWBC世界ライトヘビー級暫定王座決定戦でクリス・ヘンリー（アメリカ）と対戦し、3-0の判定勝ちを収め王座獲得に成功した。
2008年7月、正規王者チャド・ドーソンと王座統一戦で対戦予定だったが、ドーソンがアントニオ・ターバーとの対戦を優先し王座を返上したため、正規王座に認定された。以後、防衛戦中止が続き、2009年4月4日にはノンタイトルマッチで3-0の判定勝ちを収めた。
2009年6月19日、ベル・センターで5位ジャン・パスカル（カナダ）と対戦。5回にダウンを奪われた後は反撃を続け、11回には攻勢を強めたが、0-3の判定負けで初黒星を喫するとともに王座から陥落した。12月11日、パスカルと再戦するも、0-3の判定負けで王座返り咲きならず。
2011年5月21日、ケベック州モントリオールのベル・センターでチャド・ドーソンとライトヘビー級12回戦を行い、0-3の判定負けで元世界王者対決はドーソンに軍配があがった。

## 獲得タイトル
- カナダライトヘビー級王座
- WBCインターナショナルライトヘビー級王座
- NABA北米ライトヘビー級王座
- WBC世界ライトヘビー級暫定王座（防衛0⇒正規王座に認定）
- 第32代WBC世界ライトヘビー級王座（防衛0）